# Corte Superior de Justicia del Callao
La Corte Superior de Justicia del Callao es el tribunal de apelación cuya sede es la ciudad del Callao y cuya competencia se extiende a todo el Distrito Judicial del Callao. Fue creada el 22 de abril de 1959 durante el gobierno de Manuel Prado Ugarteche. Está compuesta por un total de 6 salas superiores que conocen en segunda instancia las sentencias expedidas por los juzgados especializados del distrito judicial.

## Historia
La Corte Superior de Justicia del Callao fue creada el 22 de abril de 1959el 22 de abril de 1959 mediante Ley N° 13212 durante el mandato del presidente Manuel Prado Ugarteche. Posteriormente, la Ley N° 13534 extendió su jurisdicción e incluyó seis provincias (Chancay, Cajatambo, Huarochirí, Yauyos, Canta y Cañete) del Departamento de Lima. Con esa provisión, la Corte se instaló el 21 de abril de dicho año con asistencia del presidente Manuel Prado, el Presidente de la Corte Suprema de Justicia, José Merino Reyna, y del Cardenal Juan Landázuri Rickets. Los vocales fundadores de la corte fueron los doctores Remigio Pino Carpio, Francisco Velasco Gallo, Manuel Tamayo Vargas, Juan Arce Murúa y Samuél del Mar y Morla; así como el Fiscal Dagoberto Ojeda del Arco.

## Competencia territorial
Según la organización territorial inicial, las Cortes Superiores tenían competencia territorial en el departamento de su sede, el mismo que se correspondía con un determinado Distrito Judicial. Sin embargo, esta división fue modificándose paulatinamente por razones de cercanía comunicativa. En la actualidad la Corte Superior de Justicia del Callao es competente territorialmente sobre algunos distritos de la Provincia Constitucional del Callao.
Los distritos de Ventanilla y Mi Perú se encuentran incluidos en el Distrito Judicial de Puente Piedra - Ventanilla.

## Composición
La Corte Superior de Justicia del Callao está conformada por 8 salas superiores (2 civiles, 2 laborales y 4 penales). Cada Sala está conformada por tres jueces superiores que, en el Perú, reciben la denominación de "vocales superiores". La reunión de todos los vocales superiores constituyen la "Sala Plena" que es el máximo órgano deliberativo de la Corte Superior.

## Presidente de la Corte Superior
De conformidad con los artículos 38 y 45 de la Ley Orgánica del Poder Judicial, los vocales eligen un Presidente de la Corte Superior. En el caso del Callao, la elección se realiza el primer jueves del mes de diciembre cada dos años mediante votación secreta de los vocales superiores titulares.
El actual Presidente de la Corte Superior es la doctora Teresa Jesús Soto Gordon.

## Sede
Desde 1963, la Corte tenía como sede el edificio del Palacio de Justicia ubicado en Avenida Dos de Mayo. Desde el año 2014, varias salas se mudaron al nuevo Palacio de Justicia ubicado en la intersección de las avenidas Colonial con Santa Rosa.